# Selenyj Jar (Berdjansk)
Das Dorf Selenyj Jar (ukrainisch Зелений Яр) im Rajon Berdjansk des Oblast Saporischschja geht auf das Dorf Mariawohl der Kolonie Molotschna zurück.

## Mariawohl
Das Dorf wurde 1857 am Südufer des Apanlee als eines der letzten in der Kolonie Molotschna angelegt. Die Bauernhöfe reihten sich entlang der einzigen Dorfstraße, die parallel zum Fluss verlief. In der Mitte des Dorfes befand sich die Schule. Der Dorfname bezieht sich auf Zarin Marie von Hessen-Darmstadt. 1908 wohnten hier 38 Menschen und es gab eine Windmühle und einen Holzverarbeitungsbetrieb.

## Nikolaidorf
Der nach Selenyj Jar eingemeindete Orte Mykolajiwka (ukrainisch Миколаївка) geht auf das mennonitische Nikolaidorf zurück. Dieses wurde 1851 am Ufer des Apanlee angelegt. Die Dorfstraße, parallel zum Fluss, war beiderseits von Bauernhöfen gesäumt. Die Schule wurde 1857 erbaut. 1908 lebten hier 245 Personen, und es gab ein Lebensmittelgeschäft, und zwei Windmühlen.

## Paulsheim
Das nicht mehr existente Dorf Paulsheim wurde 1852 von Familien aus anderen Orten der Kolonie Molotschna gegründet und lag am Südufer des Apanlee. 1869 hatte der Ort 25 Vollwirtschaften, zwei Halbwirtschaften und 10 Kleinwirtschaften. Offenbar wurde der Ort beim Rückzug der deutschen Truppen im Zweiten Weltkrieg zerstört und nie mehr wiederaufgebaut.